# ورا سمره
وِرا سِمِره (مجاری: Vera Szemere؛ ‏ ۶ اوت ۱۹۲۳ – ۳ آوریل ۱۹۹۵) بازیگر اهل مجارستان بود.
از فیلم‌ها یا برنامه‌های تلویزیونی که وی در آن نقش داشته‌است، می‌توان به لیلیومفی اشاره کرد.